# Goldegg im Pongau
Goldegg im Pongau – gmina w Austrii, w kraju związkowym Salzburg, w powiecie St. Johann im Pongau. Według Austriackiego Urzędu Statystycznego liczyła 2476 mieszkańców (1 stycznia 2015).